# Alborea
|  | Per a altres significats, vegeu «Francesco Alborea». |

Alborea és un poble de la província d'Albacete a 58 km de la capital de la província. El 2005 tenia 827 habitants, segons dades de l'INE: 402 dones i 425 homes. Limita amb els municipis de Requena, Casas de Ves, Casas-Ibáñez i Alcalá del Júcar.

## Administració
| Període      | Nom de l'alcalde/-essa                    | Partit polític | Data de possessió |
| ------------ | ----------------------------------------- | -------------- | ----------------- |
| 1979 - 1983  |                                           |                | 19/04/1979        |
| 1983 - 1987  |                                           |                | 28/05/1983        |
| 1987 - 1991  | Sergio Carrión Gómez - Mario Núñez Cuesta | PSOE           | 30/06/1987        |
| 1991 - 1995  |                                           |                | 15/06/1991        |
| 1995 - 1999  |                                           |                | 17/06/1995        |
| 1999 - 2003  | José Rafael Navarro González              | PSOE           | 03/07/1999        |
| 2003 - 2007  | José Rafael Navarro González              | PSOE           | 14/06/2003        |
| 2007 - 2011  | n/d                                       | n/d            | 16/06/2007        |
| 2011 - 2015  | n/d                                       | n/d            | 11/06/2011        |
| 2015 - 2019  | n/d                                       | n/d            | 13/06/2015        |
| 2019 - 2023  | n/d                                       | n/d            | 15/06/2019        |
| Des del 2023 | n/d                                       | n/d            | 17/06/2023        |